# 이제규
이제규(李濟圭, 1986년 7월 10일 ~ )는 대한민국의 축구 선수이다.